# Rallye de Suède 1980
Le Rallye de Suède 1980 (30th International Swedish Rally), disputé du 15 au 17 février 1980, est la soixante-dix-septième manche du championnat du monde des rallyes (WRC) courue depuis 1973, et la deuxième manche du championnat du monde des conducteurs de rallyes 1980. L'épreuve est également la sixième manche du championnat d'Europe des rallyes, mais, pour la première fois depuis 1973, a été évincée du championnat du monde des marques.

## Contexte avant la course

### Le championnat du monde

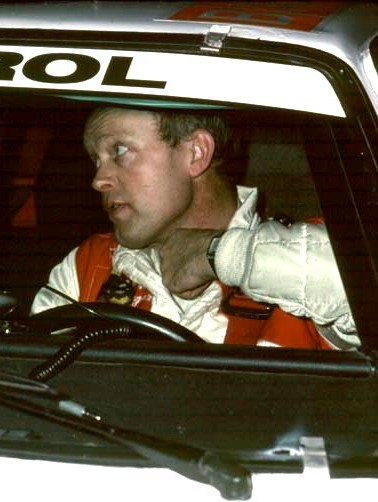
Björn Waldegård, champion du monde 1979.

Ayant succédé en 1973 au championnat international des marques (en vigueur de 1970 à 1972), le championnat du monde des rallyes se dispute sur une douzaine de manches, dont les plus célèbres épreuves routières internationales, telles le Rallye Monte-Carlo, le Safari ou le RAC Rally. Parallèlement au championnat des constructeurs, la Commission Sportive Internationale (CSI) a depuis 1979 créé un véritable championnat des pilotes qui fait suite à la controversée Coupe des conducteurs instaurée en 1977, dont le calendrier incluait des épreuves de second plan. Pour la saison 1980, la CSI a exclu les manches suédoise et finlandaise du championnat constructeurs, ces deux épreuves ne comptant que pour le classement des pilotes. Huit des douze manches du calendrier se disputent en Europe, deux en Afrique, une en Amérique du Sud et une en Océanie. Elles sont réservées aux voitures des catégories suivantes :
- Groupe 1 : voitures de tourisme de série
- Groupe 2 : voitures de tourisme spéciales
- Groupe 3 : voitures de grand tourisme de série
- Groupe 4 : voitures de grand tourisme spéciales

Premier champion du monde des rallyes, Björn Waldegård concourt à nouveau pour le titre 1980. Cependant, le pilote suédois, pilote officiel de Mercedes-Benz qui ne participera qu'à la moitié des épreuves du calendrier, a dû trouver un autre volant en ce début de saison, au sein de l'équipe officielle Fiat. Son coéquipier Hannu Mikkola, vice-champion en 1979, dispute quant à lui les premières épreuves à titre privé, s'étant engagé sur une Porsche au Rallye Monte-Carlo et s'alignant sur sa Ford Escort personnelle en Suède. Vainqueur de la première manche sur Fiat et leader provisoire du championnat, Walter Röhrl ne dispute pas la manche suédoise, tout comme son coéquipier Markku Alén, autre favori dans la course au titre.

### L'épreuve
Épreuve hivernale, le Rallye de Suède a remplacé en 1966 le Rallye du Soleil de Minuit, traditionnellement disputé en juin. Lors de ses dix premières éditions, le parcours était tenu secret, seuls les pilotes locaux ayant une réelle chance de l'emporter. Depuis 1977, les équipages ont la possibilité d'effectuer des reconnaissances les deux semaines précédant la course mais à ce jour aucun pilote étranger n'a encore pu s'imposer dans la région du Värmland. Björn Waldegård et Stig Blomqvist y détiennent le record de victoires, avec cinq succès chacun.

## Le parcours
- départ : 15 février 1980 de Stockholm
- arrivée : 17 février 1980 à Karlstad

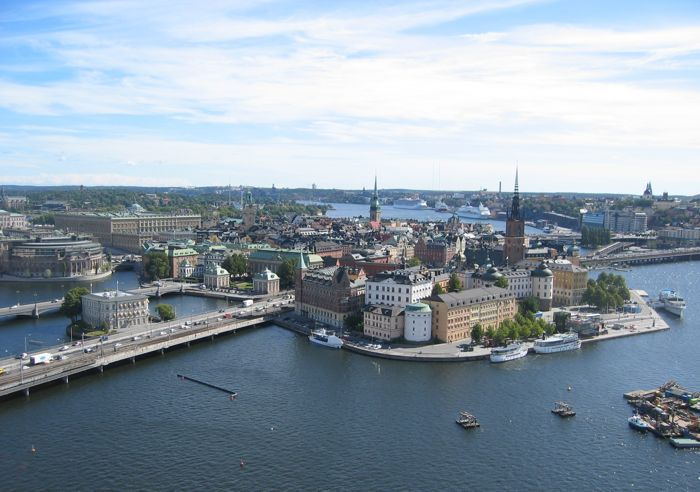
Pour la première fois depuis sa création le départ du Rallye de Suède se fera de Stockholm.

- distance : 1849 km dont 413,5 km sur 29 épreuves spéciales
- surface : neige et glace, occasionnellement terre
- Parcours divisé en trois étapes[4]

### Première étape
- Stockholm - Karlstad, 374 km, le 15 février
- 5 épreuves spéciales, 17,3 km

### Deuxième étape
- Karlstad - Karlstad, 585 km, le 16 février
- 11 épreuves spéciales, 159 km

### Troisième étape
- Karlstad - Karlstad, 890 km, du 16 au 17 février
- 13 épreuves spéciales, 237,2 km

## Les forces en présence
- Opel

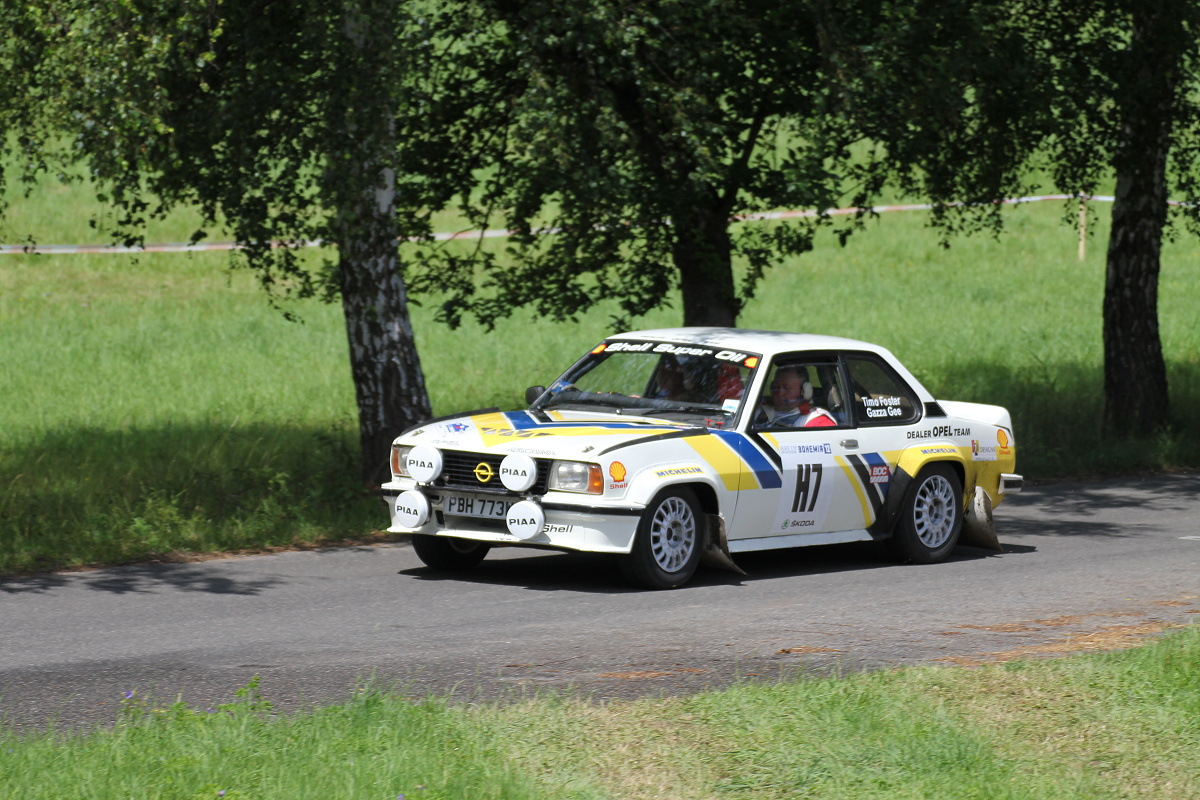
L'Opel Ascona 400 (ici lors d'une course historique), une des favorites de l'épreuve.

L'Euro Händler Team a engagé une Opel Ascona 400 groupe 4 (1050 kg, moteur quatre cylindres de 2420 cm3 développé chez Cosworth, 260 chevaux) pour Anders Kulläng, qui dispose pour la première fois d'un modèle lui permettant de viser la victoire sur ses terres. À ses côtés, on compte une très grand nombre de Kadett GT/E en groupes 1 et 2 aux mains des principaux animateurs du championnat de Suède, dont celle de l'espoir Björn Johansson, engagée par Opel Suède, d'une puissance de 190 chevaux.
- Fiat

Sur cette épreuve non inscrite au championnat constructeurs, la marque turinoise n'est pas officiellement présente mais assiste toutefois Björn Waldegård, engagé par Fiat Suède sur la 131 Abarth groupe 4 avec laquelle il a terminé troisième du dernier 
Rallye Monte-Carlo, et sur laquelle quelques adaptations (garde au sol relevée, voies rétrécies, carrossage arrière réduit, différentiel spécifique) ont été apportées pour la manche scandinave. Cette voiture de 1020 kg (hors plein d'essence), à transmission classique, est animée d'un moteur deux litres seize soupapes à injection Kugelfischer développant 238 chevaux à 8000 tr/min. Fiat Suède a également engagé deux 131 Abarth groupe 2 pour Gert Blomqvist et Bengt Öberg.
- Datsun

Dans l'attente de l’homologation de la nouvelle version groupe 4, Datsun Europe a engagé deux berlines 160J PA10 groupe 2 (965 kg, moteur deux litres, 198 chevaux à 7800 tr/min), confiées à Timo Salonen et Per Eklund, ce dernier débutant dans l'équipe.
- Saab

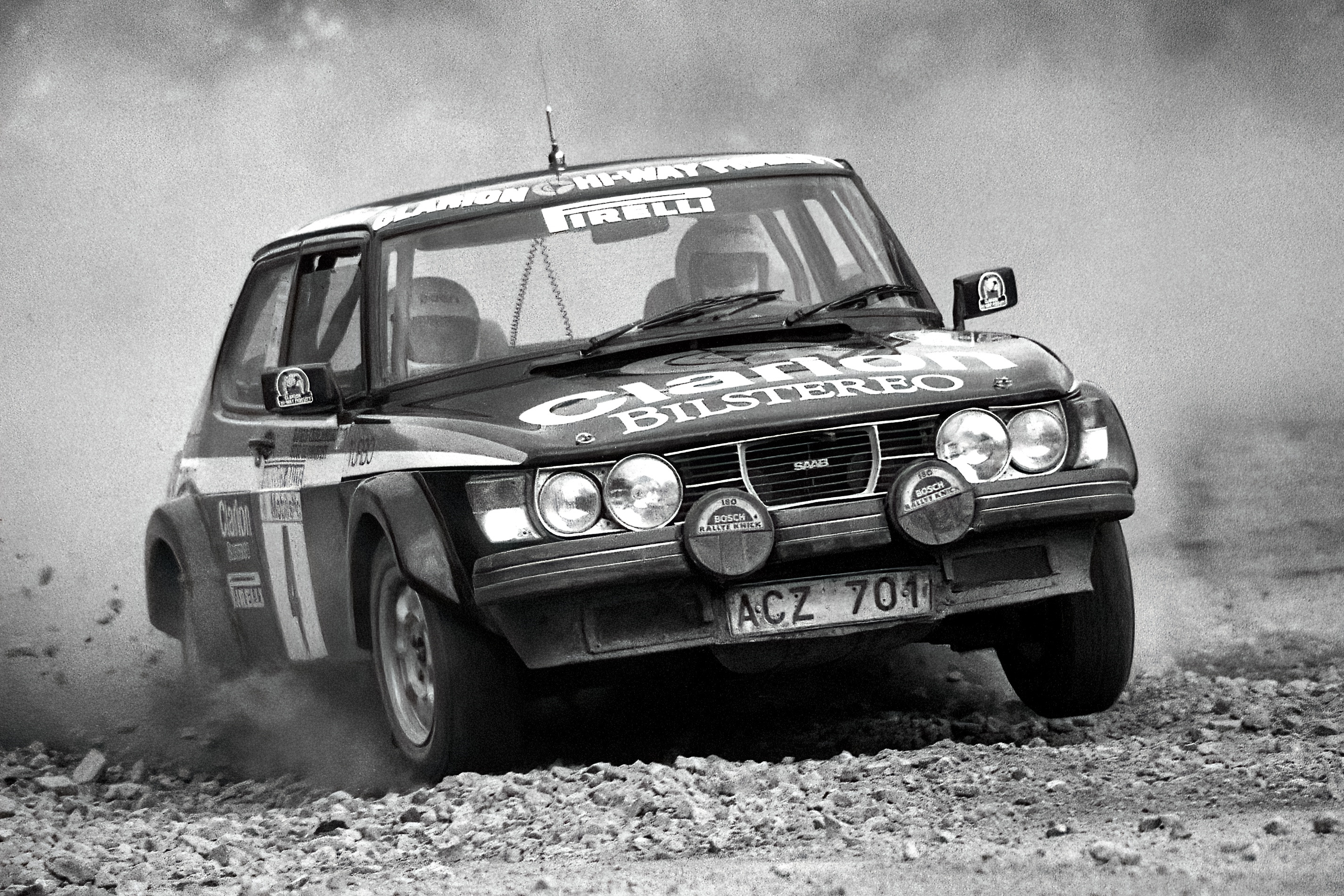
La puissante Saab 99 turbo de Stig Blomqvist.

Victorieux en 1979, le constructeur suédois engage à nouveau un coupé 99 turbo groupe 2 pour Stig Blomqvist, une traction pesant 1080 kg. Par rapport à l'année précédente, ce modèle a gagné en puissance, le quatre cylindres deux litres turbocompressé développant désormais 270 chevaux à 6000 tr/min, et bénéficie d'une direction assistée. Second pilote de la marque, Ola Strömberg dispose quant à lui d'une 99 EMS groupe 2 à moteur atmosphérique de 150 chevaux.
- Vauxhall

Le Dealer Team Vauxhall a engagé une Chevette HSR groupe 4 pour le Finlandais Pentti Airikkala. Cette voiture d'environ une tonne est équipée d'un moteur quatre cylindres de 2300 cm3 à double arbre à cames en tête développant 235 chevaux à 7400 tr/min et s'avère très efficace sur la neige.
- Ford

La marque ayant provisoirement renoncé aux rallyes, Hannu Mikkola a racheté une Escort RS1800 groupe 4 usine de la saison passée, dont il a confié la préparation au spécialiste David Sutton. Pesant 980 kg, cette voiture à transmission classique dispose d'un moteur deux litres alimenté par carburateurs, d'une puissance de l'ordre de 260 chevaux. Également engagés à titre privé, les Suédois Bror Danielsson et Morgan Carlsson, ainsi que le Norvégien Martin Schanche, disposent de modèles identiques.
- BMW

Habituel coéquipier de Waldegård et Mikkola chez Mercedes, Ingvar Carlsson dispute son rallye national au volant d'une BMW 320i groupe 2 privée.
- Škoda

Le constructeur tchèque a engagé un coupé 130 RS groupe 2 (800 kg, moteur arrière, 1300 cm3, 120 chevaux à 7800 tr/min) pour le Norvégien John Haugland.

## Déroulement de la course

### Première étape
Les concurrents s'élancent de Stockholm le vendredi après-midi, en direction de Karlstad. La température est relativement douce pour la saison, avec des pluies intermittentes, et par endroits la neige a fait place à la boue. Les quatre premières épreuves chronométrées sont très courtes et ne permettent pas de creuser d'écart significatif. À l’issue de ces dix kilomètres contre la montre, Hannu Mikkola s'est positionné en tête, sa Ford Escort devançant de dix secondes la Saab de Stig Blomqvist et de quinze l'autre Escort de Bror Danielsson. Cependant, dans le dernier secteur avant l'arrivée de cette première étape, le pilote finlandais compromet toutes ses chances en sortant de la route ; l'équipage parvient à repartir mais les trois bonnes minutes perdues l'ont relégué à la quatre-vingt-onzième place du classement général. Alors qu'il occupait la troisième position, Danielsson a perdu deux minutes à cause d'un câble d’accélérateur cassé et perdu de nombreuses places. Blomqvist rallie Karlstad en tête, avec quatorze secondes d'avance sur l'Opel Ascona d'Anders Kulläng et dix-huit sur la Datsun de Timo Salonen. Aucun abandon notable n'a été enregistré lors de cette première journée et la course reste très ouverte, les quinze premiers équipages classés se tenant en moins d'une minute.

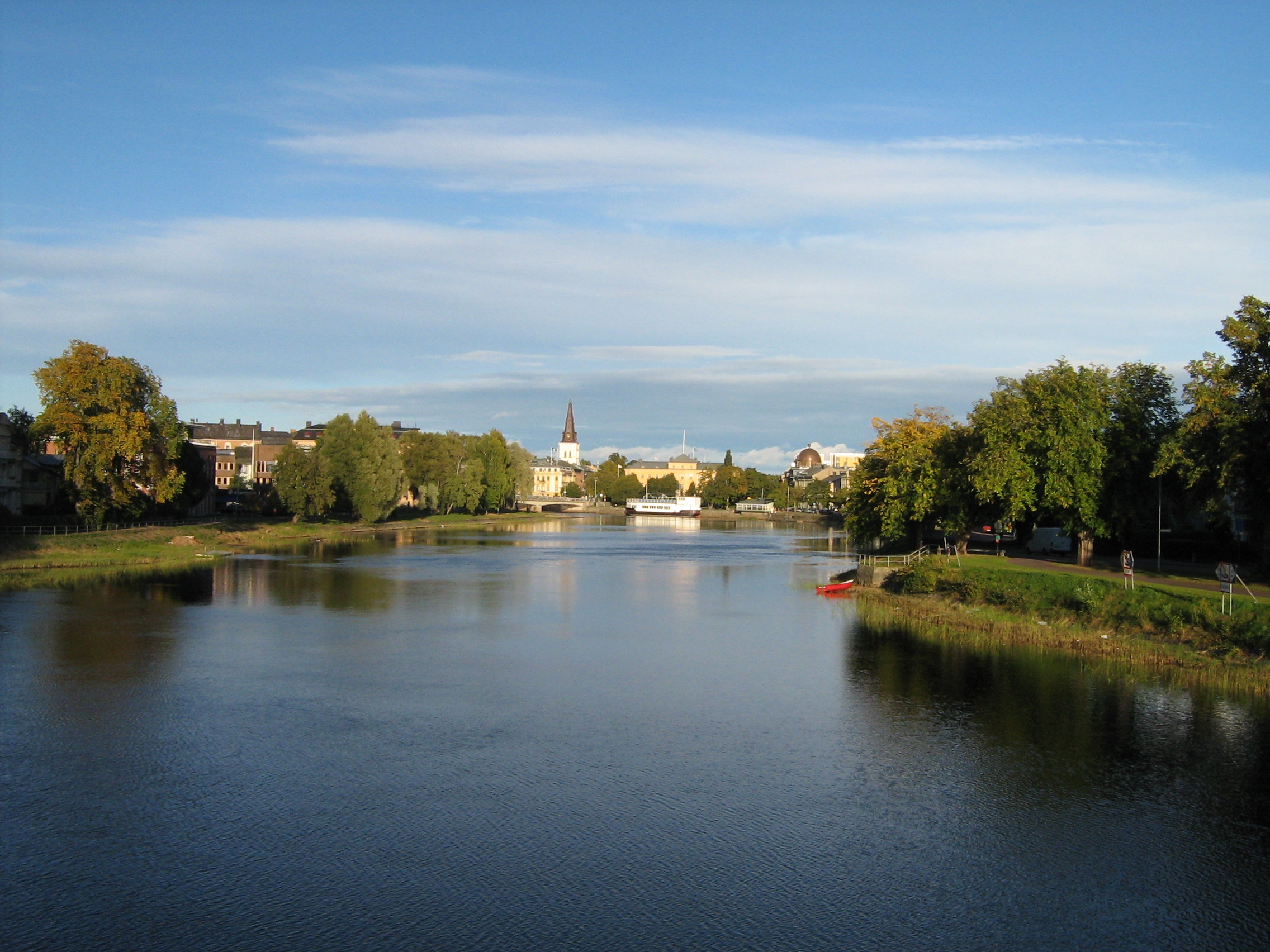
Karlstad, terme de la première étape et point central du Rallye de Suède.

| Pos. | Pilote            | Copilote              | Voiture                    | Groupe | Temps       | Écart        |
| ---- | ----------------- | --------------------- | -------------------------- | ------ | ----------- | ------------ |
| 1    | Stig Blomqvist    | Björn Cederberg       | Saab 99 Turbo              | 2      | 13 min 44 s |              |
| 2    | Anders Kulläng    | Bruno Berglund        | Opel Ascona 400            | 4      | 14 min 00 s | + 16 s       |
| 3    | Timo Salonen      | Seppo Harjanne        | Datsun 160J PA10           | 2      | 14 min 02 s | + 18 s       |
| 4    | Pentti Airikkala  | Risto Virtanen        | Vauxhall Chevette 2300 HSR | 4      | 14 min 06 s | + 22 s       |
| 5    | Björn Waldegård   | Hans Thorszelius      | Fiat 131 Abarth            | 4      | 14 min 10 s | + 26 s       |
| 6    | Morgan Carlsson   | Sune Elofsson         | Ford Escort RS1800         | 4      | 14 min 13 s | + 29 s       |
| 7    | Per Eklund        | Hans Sylvan           | Datsun 160J PA10           | 2      | 14 min 15 s | + 31 s       |
| 8    | Ola Strömberg     | Peter Diekmann        | Saab 99 EMS                | 2      | 14 min 16 s | + 32 s       |
| 9    | Roger Eriksson    | Arne Allansson        | Opel Kadett GT/E           | 2      | 14 min 19 s | + 35 s       |
| 10   | Björn Johansson   | Ragnar Spjuth         | Opel Kadett GT/E           | 2      | 14 min 20 s | + 36 s       |
| 11   | Bengt Nilsson     | Lennart Berggren      | Opel Kadett GT/E           | 2      | 14 min 24 s | + 40 s       |
| 12   | Kalle Grundel     | Leif Lindberg         | Saab 96 V4                 | 2      | 14 min 33 s | + 49 s       |
| 13   | Ingvar Carlsson   | Sven-Roine Hasselberg | BMW 320i                   | 2      | 14 min 35 s | + 51 s       |
| 14   | Torsten Andersson | Lars Nyström          | Opel Kadett GT/E           | 2      | 14 min 36 s | + 52 s       |
| 14=  | Krister Karlsson  | Kenneth Smedserud     | Toyota Celica GT           | 2      | 14 min 36 s | + 52 s       |
|      |                   |                       |                            |        |             |              |
| 91   | Hannu Mikkola     | Arne Hertz            | Ford Escort RS1800         | 4      | 16 min 46 s | + 3 min 02 s |

### Deuxième étape
Les équipages repartent le samedi matin de Karlstad, sous le soleil, pour une boucle de près de six-cents kilomètres. Déjà retardé la veille, Danielsson est à nouveau victime de problèmes mécaniques quelques kilomètres le départ, et doit définitivement garer son Escort, joint de culasse claqué. Blomqvist et Mikkola se montrent de loin les plus rapides lors des deux premières épreuves, le Finlandais amorçant une belle remontée. Alors qu'il venait de s'emparer de la sixième place, Stromberg renonce peu après, tringlerie de boîte de vitesses de sa Saab hors d'usage. En tête, Blomqvist garde l'avantage sur Kulläng jusqu'à mi-étape, l'écart entre les deux hommes étant alors de vingt-quatre secondes, tandis que Björn Waldegård (sur Fiat 131 Abarth) a pris le meilleur sur la Vauxhall de Pentti Airikkala et la Datsun de Timo Salonen pour s'installer en troisième position. Toujours aux avant-postes, Mikkola est revenu dans les dix premiers du classement général.
Alors qu'il contrôlait la course, Blomqvist crève à l'avant droit peu après Hamra et doit remplacer sa roue en pleine spéciale, perdant deux minutes et demie ; il est relégué en sixième position, une minute derrière l'Opel Kadett de Björn Johansson, tandis que Kulläng s'empare du commandement avec vingt-huit secondes d'avance sur Waldegård et plus d'une minute sur Airikkala et Salonen, tous deux en pleine bagarre. Blomqvist attaque très fort dans les trois secteurs suivants, réduisant de près de trente secondes son retard, et remonte en troisième position à seulement une demi-minute de Waldegård. Ce dernier réagit et fait jeu égal avec son rival dans les deux dernières épreuves chronométrées. Kulläng regagne Karlstad avec près d'une minute d'avance sur Waldegård, une minute et demie sur Blomqvist. Airikkala est quatrième, alors que Salonen, dont la voiture manque de puissance sur les tronçons rapides, a rétrogradé à la septième place derrière Mikkola, auteur d'une spectaculaire remontée, et Johansson.
| Pos. | Pilote           | Copilote              | Voiture                    | Groupe | Temps           | Écart        |
| ---- | ---------------- | --------------------- | -------------------------- | ------ | --------------- | ------------ |
| 1    | Anders Kulläng   | Bruno Berglund        | Opel Ascona 400            | 4      | 1 h 53 min 36 s |              |
| 2    | Björn Waldegård  | Hans Thorszelius      | Fiat 131 Abarth            | 4      | 1 h 54 min 30 s | + 54 s       |
| 3    | Stig Blomqvist   | Björn Cederberg       | Saab 99 Turbo              | 2      | 1 h 55 min 06 s | + 1 min 30 s |
| 4    | Pentti Airikkala | Risto Virtanen        | Vauxhall Chevette 2300 HSR | 4      | 1 h 55 min 22 s | + 1 min 46 s |
| 5    | Hannu Mikkola    | Arne Hertz            | Ford Escort RS1800         | 4      | 1 h 55 min 48 s | + 2 min 12 s |
| 6    | Björn Johansson  | Ragnar Spjuth         | Opel Kadett GT/E           | 2      | 1 h 55 min 55 s | + 2 min 19 s |
| 7    | Timo Salonen     | Seppo Harjanne        | Datsun 160J PA10           | 2      | 1 h 55 min 48 s | + 2 min 22 s |
| 8    | Per Eklund       | Hans Sylvan           | Datsun 160J PA10           | 2      | 1 h 57 min 28 s | + 3 min 52 s |
| 9    | Ingvar Carlsson  | Sven-Roine Hasselberg | BMW 320i                   | 2      | 1 h 59 min 54 s | + 6 min 18 s |
| 10   | Morgan Carlsson  | Sune Elofsson         | Ford Escort RS1800         | 4      | 1 h 59 min 58 s | + 6 min 22 s |
| 10=  | Bengt Nilsson    | Lennart Berggren      | Opel Kadett GT/E           | 2      | 1 h 59 min 58 s | + 6 min 22 s |
| 12   | Roger Eriksson   | Arne Allansson        | Opel Kadett GT/E           | 2      | 2 h 01 min 03 s | + 7 min 27 s |
| 13   | Lars Jansson     | Lasse Johansson       | Saab 99 EMS                | 2      | 2 h 01 min 23 s | + 7 min 47 s |
| 14   | Sören Nilsson    | Anders Olsson         | Opel Kadett GT/E           | 2      | 2 h 01 min 25 s | + 7 min 49 s |
| 15   | Björn Blomqvist  | Benny Melander        | Opel Kadett GT/E           | 1      | 2 h 02 min 02 s | + 8 min 26 s |

### Troisième étape
Longue de presque neuf-cents kilomètres, la dernière étape, disputée de nuit est la plus difficile. Les cent-un équipages rescapés repartent de Karlstad le samedi dès vingt-deux heures. Blomqvist et Kulläng se montrent d'emblée extrêmement rapides tandis que Waldegård (qui a fait monter un rapport de pont plus court sur sa Fiat) perd du terrain. Après trois épreuves spéciales, Blomqvist est revenu en seconde position, mais malgré une attaque permanente ne va pas parvenir à inquiéter Kulläng, les deux hommes dominant totalement cette dernière étape, se partageant les meilleurs temps, et vont accomplir les 237 kilomètres chronométrés à la même moyenne record de 98,65 km/h, l'écart initial d'une minute et demie ayant à peine fluctué au cours de la nuit. Souvent malchanceux les années précédentes, Kulläng remporte sa première victoire en championnat du monde. Rapidement débordé par la Saab de Blomqvist, Waldegård a ensuite assuré sa troisième place, contrôlant le retour de Mikkola, ce dernier terminant quatrième après un long duel avec Johansson qui s'est montré très performant dans les épreuves nocturnes, échouant à seulement une vingtaine de secondes du Finlandais. Handicapé par des problèmes de différentiel, Airikkala n'a pu défendre sa position et termine sixième, loin devant Salonen, distancé en fin de parcours.

### Classements intermédiaires
Classements intermédiaires des pilotes après chaque épreuve spéciale

### Classement général
| Pos | No | Pilote           | Copilote              | Voiture                    | Temps           | Écart         | Groupe |
| --- | -- | ---------------- | --------------------- | -------------------------- | --------------- | ------------- | ------ |
| 1   | 7  | Anders Kulläng   | Bruno Berglund        | Opel Ascona 400            | 4 h 17 min 52 s |               | 4      |
| 2   | 1  | Stig Blomqvist   | Björn Cederberg       | Saab 99 Turbo              | 4 h 19 min 22 s | + 1 min 30 s  | 2      |
| 3   | 4  | Björn Waldegård  | Hans Thorszelius      | Fiat 131 Abarth            | 4 h 21 min 39 s | + 3 min 47 s  | 4      |
| 4   | 2  | Hannu Mikkola    | Arne Hertz            | Ford Escort RS1800         | 4 h 23 min 49 s | + 5 min 57 s  | 4      |
| 5   | 11 | Björn Johansson  | Ragnar Spjuth         | Opel Kadett GT/E           | 4 h 25 min 13 s | + 7 min 21 s  | 2      |
| 6   | 3  | Pentti Airikkala | Risto Virtanen        | Vauxhall Chevette 2300 HSR | 4 h 25 min 44 s | + 7 min 52 s  | 4      |
| 7   | 5  | Timo Salonen     | Seppo Harjanne        | Datsun 160J PA10           | 4 h 28 min 01 s | + 10 min 09 s | 2      |
| 8   | 9  | Per Eklund       | Hans Sylvan           | Datsun 160J PA10           | 4 h 30 min 09 s | + 12 min 17 s | 2      |
| 9   | 29 | Bengt Nilsson    | Lennart Berggren      | Opel Kadett GT/E           | 4 h 33 min 55 s | + 16 min 03 s | 2      |
| 10  | 10 | Ingvar Carlsson  | Sven-Roine Hasselberg | BMW 320i                   | 4 h 33 min 58 s | + 16 min 06 s | 2      |

## Hommes de tête
- ES1 :  Hannu Mikkola -  Arne Hertz (Ford Escort RS1800) &  Pentti Airikkala -  Risto Virtanen (Vauxhall Chevette 2300 HSR)
- ES2 à ES4 :  Hannu Mikkola -  Arne Hertz (Ford Escort RS1800)
- ES5 à ES10 :  Stig Blomqvist -  Björn Cederberg (Saab 99 Turbo)
- ES11 à ES29 :  Anders Kulläng -  Bruno Berglund (Opel Ascona 400)

## Vainqueurs d'épreuves spéciales
- Stig Blomqvist -  Björn Cederberg (Saab 99 Turbo) : 13 spéciales (ES 6, 9, 12 à 14, 17, 19, 20, 22, 23, 25, 26, 29)
- Hannu Mikkola -  Arne Hertz (Ford Escort RS1800) : 7 spéciales (ES 2 à 4, 7, 8, 11, 15)
- Anders Kulläng -  Bruno Berglund (Opel Ascona 400) : 7 spéciales (ES 5, 18, 19, 21, 24, 27, 28)
- Pentti Airikkala -  Risto Virtanen (Vauxhall Chevette 2300 HSR) : 2 spéciales (ES 1, 16)
- Timo Salonen -  Seppo Harjanne (Datsun 160J PA10) : 1 spéciale (ES 2)
- Björn Waldegård -  Hans Thorszelius (Fiat 131 Abarth) : 1 spéciale (ES 9)
- Björn Johansson -  Ragnar Spjuth (Opel Kadett GT/E) : 1 spéciale (ES 10)

## Résultats des principaux engagés
| No | Pilote                | Copilote              | Voiture                    | Groupe | Classement général                          | Class. groupe |
| -- | --------------------- | --------------------- | -------------------------- | ------ | ------------------------------------------- | ------------- |
| 1  | Stig Blomqvist        | Björn Cederberg       | Saab 99 Turbo              | 2      | 2e à 1 min 30 s                             | 1er           |
| 2  | Hannu Mikkola         | Arne Hertz            | Ford Escort RS1800         | 4      | 4e à 5 min 57 s                             | 3e            |
| 3  | Pentti Airikkala      | Risto Virtanen        | Vauxhall Chevette 2300 HSR | 4      | 6e à 7 min 52 s                             | 4e            |
| 4  | Björn Waldegård       | Hans Thorszelius      | Fiat 131 Abarth            | 4      | 3e à 3 min 47 s                             | 2e            |
| 5  | Timo Salonen          | Seppo Harjanne        | Datsun 160J PA10           | 2      | 7e à 10 min 09 s                            | 3e            |
| 6  | Kyösti Hämäläinen     | Timo Putkonen         | Ford Escort RS1800         | 2      | Forfait (moteur cassé au Rallye Arctique)   | -             |
| 7  | Anders Kulläng        | Bruno Berglund        | Opel Ascona 400            | 4      | 1er                                         | 1er           |
| 8  | Bror Danielsson       | Ola Hellgren          | Ford Escort RS1800         | 4      | ab. dans la 6e spéciale (joint de culasse)  | -             |
| 9  | Per Eklund            | Hans Sylvan           | Datsun 160J PA10           | 2      | 8e à 12 min 17 s                            | 4e            |
| 10 | Ingvar Carlsson       | Sven-Roine Hasselberg | BMW 320i                   | 2      | 10e à 16 min 06 s                           | 6e            |
| 11 | Björn Johansson       | Ragnar Spjuth         | Opel Kadett GT/E           | 2      | 5e à 7 min 21 s                             | 2e            |
| 12 | Ola Strömberg         | Peter Diekmann        | Saab 99 EMS                | 2      | ab. dans la 7e spéciale (boîte de vitesses) | -             |
| 13 | John Haugland         | Petter Vegel          | Škoda 130 RS               | 2      | 17e à 28 min 25 s                           | 10e           |
| 17 | Martin Schanche       | Bjørn Lie             | Ford Escort RS1800         | 4      | ab. dans la 6e spéciale (sortie de route)   | -             |
| 19 | Morgan Carlsson       | Sune Elofsson         | Ford Escort RS1800         | 4      | 13e à 22 min 14 s                           | 5e            |
| 28 | Jens Søgaard          | Tom Granli            | Opel Kadett GT/E           | 2      | 14e à 23 min 21 s                           | 7e            |
| 29 | Bengt Nilsson         | Lennart Berggren      | Opel Kadett GT/E           | 2      | 9e à 16 min 03 s                            | 5e            |
| 30 | Roger Eriksson        | Arne Allansson        | Opel Kadett GT/E           | 2      | ab. dans la 3e étape                        | -             |
| 31 | Lars Jansson          | Lasse Johansson       | Saab 99 EMS                | 2      | 25e                                         | 18e           |
| 33 | Sören Nilsson         | Anders Olsson         | Opel Kadett GT/E           | 2      | 12e à 21 min 21 s                           | 6e            |
| 39 | Torsten Andersson     | Lars Nyström          | Opel Kadett GT/E           | 2      | 20e à 29 min 20 s                           | 13e           |
| 42 | Björn Blomqvist       | Benny Melander        | Opel Kadett GT/E           | 1      | 11e à 19 min 02 s                           | 1er           |
| 58 | Kalle Grundel         | Leif Lindberg         | Saab 96 V4                 | 2      | ab. dans la 2e étape (moteur)               | -             |
| 82 | Krister Karlsson      | Kenneth Smedserud     | Toyota Celica GT           | 2      | ab. dans la 2e étape                        | -             |
| 83 | Lars-Erik Walfridsson | Per-Arne Persson      | Volvo 142 S                | 2      | 15e à 25 min 03 s                           | 8e            |

## Classements des championnats à l'issue de la course

### Classement provisoire du championnat du monde (pilotes)
- attribution des points : 20, 15, 12, 10, 8, 6, 4, 3, 2, 1 respectivement aux dix premiers de chaque épreuve.
- seuls les sept meilleurs résultats (sur douze épreuves) sont retenus pour le décompte final des points.

| Pos. | Pilote           | Marque               | Points | M-C | SUE | POR | SAF | ACR | ARG | FIN | NZL | SAN | COR | RAC | BAN |
| ---- | ---------------- | -------------------- | ------ | --- | --- | --- | --- | --- | --- | --- | --- | --- | --- | --- | --- |
| 1    | Anders Kulläng   | Opel                 | 30     | 10  | 20  |     |     |     |     |     |     |     |     |     |     |
| 2    | Björn Waldegård  | Fiat                 | 24     | 12  | 12  |     |     |     |     |     |     |     |     |     |     |
| 3    | Walter Röhrl     | Fiat                 | 20     | 20  | -   |     |     |     |     |     |     |     |     |     |     |
| 4    | Bernard Darniche | Lancia               | 15     | 15  | -   |     |     |     |     |     |     |     |     |     |     |
| 4=   | Stig Blomqvist   | Saab                 | 15     | -   | 15  |     |     |     |     |     |     |     |     |     |     |
| 6    | Per Eklund       | Volkswagen & Datsun¹ | 11     | 8   | 3¹  |     |     |     |     |     |     |     |     |     |     |
| 7    | Hannu Mikkola    | Ford                 | 10     | -   | 10  |     |     |     |     |     |     |     |     |     |     |
| 8    | Björn Johansson  | Opel                 | 8      | -   | 8   |     |     |     |     |     |     |     |     |     |     |
| 9    | Attilio Bettega  | Fiat                 | 6      | 6   | -   |     |     |     |     |     |     |     |     |     |     |
| 9=   | Pentti Airikkala | Vauxhall             | 6      | -   | 6   |     |     |     |     |     |     |     |     |     |     |
| 11   | Michèle Mouton   | Fiat                 | 4      | 4   | -   |     |     |     |     |     |     |     |     |     |     |
| 11=  | Timo Salonen     | Datsun               | 4      | -   | 4   |     |     |     |     |     |     |     |     |     |     |
| 13   | Jochi Kleint     | Opel                 | 3      | 3   | -   |     |     |     |     |     |     |     |     |     |     |
| 14   | Alain Coppier    | Porsche              | 2      | 2   | -   |     |     |     |     |     |     |     |     |     |     |
| 14=  | Salvador Servià  | Ford                 | 2      | 2   | -   |     |     |     |     |     |     |     |     |     |     |
| 14=  | Bengt Nilsson    | Opel                 | 2      | -   | 2   |     |     |     |     |     |     |     |     |     |     |
| 17   | Ingvar Carlsson  | BMW                  | 1      | -   | 1   |     |     |     |     |     |     |     |     |     |     |

### Classement provisoire du championnat d'Europe
- attribution des points : 20, 15, 12, 10, 8, 6, 4, 3, 2, 1 respectivement aux dix premiers de chaque manche, auxquels sont appliqués des coefficients pouvant aller de un à quatre en fonction de l'importance des épreuves.

| Pos. | Pilote             | Marque     | Points |
| ---- | ------------------ | ---------- | ------ |
| 1    | Stig Blomqvist     | Saab       | 100    |
| 2    | Antonio Zanini     | Porsche    | 80     |
| 2=   | Anders Kulläng     | Opel       | 80     |
| 4    | Pentti Airikkala   | Vauxhall   | 64     |
| 5    | Henri Toivonen     | Talbot     | 60     |
| 5=   | Jorge de Bagration | Lancia     | 60     |
| 7    | Mauro Pregliasco   | Alfa Romeo | 48     |
| 7=   | Björn Waldegård    | Fiat       | 48     |
| 9    | Erkki Pitkänen     | Talbot     | 45     |
| 10   | Franz Wittmann     | Audi       | 40     |

- Épreuves disputées : Rallye Jänner (coefficient 2), Boucles de Spa (coefficient 2), Rallye Arctique (coefficient 3), Rallye de la Costa Brava (coefficient 4), Rallye Galway (coefficient 1) et Rallye de Suède (coefficient 4)